# 吉祥院 (足立区)
吉祥院 (きちじょういん) は、東京都足立区本木西町にある真言宗豊山派の寺院。山号は渕江山 (ふちえさん) 。寺号は星谷寺 (せいこくじ)  。本尊は金剛界大日如来 。 

## 歴史
正応元年 (1288年) 、円真による開山 。渕江山吉祥院星谷寺と号す。
古くは、総本山長谷寺で学んだ教相を伝えつつ、京都の仁和寺を本寺として法流を相承していた。また吉祥院自らも33の末寺を抱える「中本寺」であった。
文禄元年、石出掃部亮は弟の覚源法印が吉祥院の住職であった縁により一族で遠江から本木村に移住した。
江戸時代、徳川家康を始めとする歴代の徳川将軍が鷹狩の際に立ち寄る膳所となり、寺紋に「三つ葉葵の御紋」を用いることを許された。また三代将軍家光から朱印地を寄進され、将軍の代替わりごとに交付された朱印状が残る。
毎年正月、住職が将軍に挨拶のため江戸城へ登る際に乗っていた「葵の紋付駕籠」が現存する。
堂内には、後西天皇の第11皇女である宝鏡寺宮理豊女王が揮毫した扁額「渕江山」が掲げられており、理豊女王の道号である「徳厳」の印章がある。江戸時代から大正時代にかけて、扁額が山門に掲げられていたころは畏れ多いとして人々が山門をくぐらず、現在も脇の通用門が主な通路となっている。
戦後、寺有地の一部を足立区立第六中学校や地域の公園などに提供してきたが、現在も境内・境外墓地の他にいくつかの境外仏堂を有している。

## 交通アクセス
- 日暮里・舎人ライナー扇大橋駅より徒歩12分（経路案内）。